# Ш
Ш (onderkast: ш) (sja) is een letter uit het cyrillische alfabet. Afhankelijk van de taal wordt hij als /ʃ/ of /ʂ/ uitgesproken. De /ʃ/ is een stemloze postalveolaire fricatief. De letter vertoont enige gelijkenis met de Hebreeuwse letter ‘shin’(ש).

## Weergave

### Unicode
De Ш en ш zijn in 1993 toegevoegd aan de Unicode 1.0 karakterset.
In Unicode vindt men Ш onder het codepunt U+0428 (hex) en ш onder U+0448.

### HTML
In HTML kan men voor Ш de code &SHcy; gebruiken, en voor ш &shcy;.